# Teratocephalus stratumus
Teratocephalus stratumus är en rundmaskart. Teratocephalus stratumus ingår i släktet Teratocephalus, och familjen Teratocephalidae. Arten är reproducerande i Sverige.